# Pierres Jaumâtres
Les Pierres Jaumâtres, situées au sommet du mont Barlot (altitude 591 m), sur la commune de Toulx-Sainte-Croix, sont un chaos granitique comme il en existe plusieurs dans le département de la Creuse, notamment au lieu-dit Rigole du diable. Elles constituent un site naturel classé en 1927.

## Description géologique
Ces amas rocheux sont appelés tors ou chaos granitiques. Ils correspondent à des noyaux de roche très massifs qui ont résisté à l’érosion intensive au Quaternaire froid, entre −100 000 et −10 000 ans. Sous l'action des pluies, du gel et du vent, les parties décomposées de la roche ont été déblayées entraînant un étrange empilement de blocs rocheux plus résistants. Des cannelures, des sillons verticaux et des vasques ont donné à ces blocs des formes étranges qui ont attiré des légendes pour expliquer leurs formations. Des noms ont été donnés aux pierres les plus étonnantes : la Bascule, l’Oratoire, les Pains de sucre, le Siège, la Grenouille, le Berceau du Diable…

## Hypothèse archéologique erronée
Au début du XIXe siècle, l'homme politique et historien Jean-François Barailon prétend que ces pierres ont été sculptées par des druides gaulois pour y célébrer des cultes « mystérieux et sanglants ». Cette théorie, populaire à l'époque, sera réfutée par Prosper Mérimée puis Pierre de Cessac.

## Représentations dans les arts
George Sand a situé aux Pierres Jaumâtres son roman Jeanne (1844).

« Ces blocs posés comme des champignons gigantesques sur leur étroite base, ce sont les menhirs, les dolmens, les cromlechs des anciens Gaulois, vestiges de temples cyclopéens... Ce lieu sinistre, sans grandeur, sans beauté, mais rempli d'un sentiment d'abandon et de désolation, on l'appelle les Pierres Jomâtres. »

## Photos

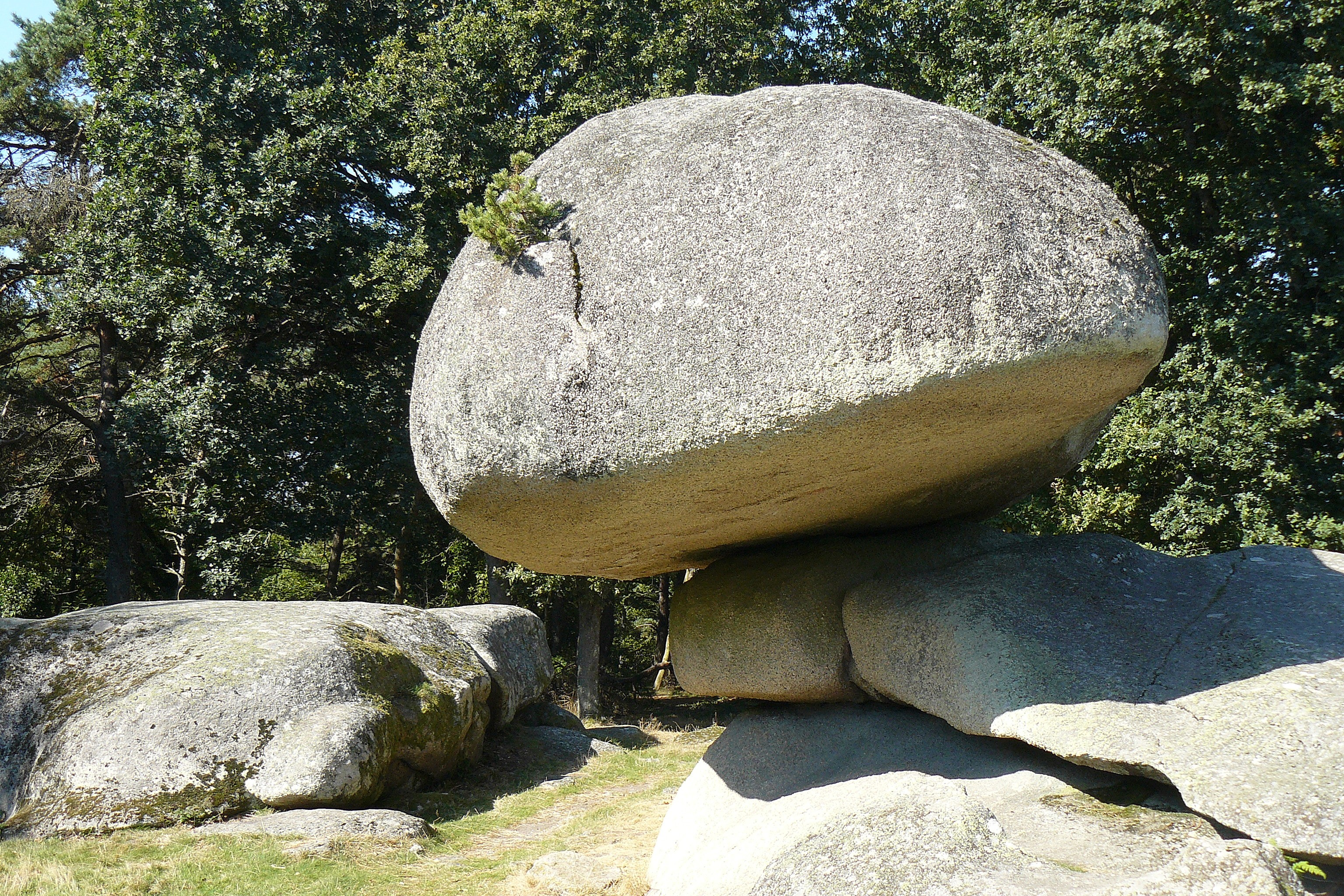
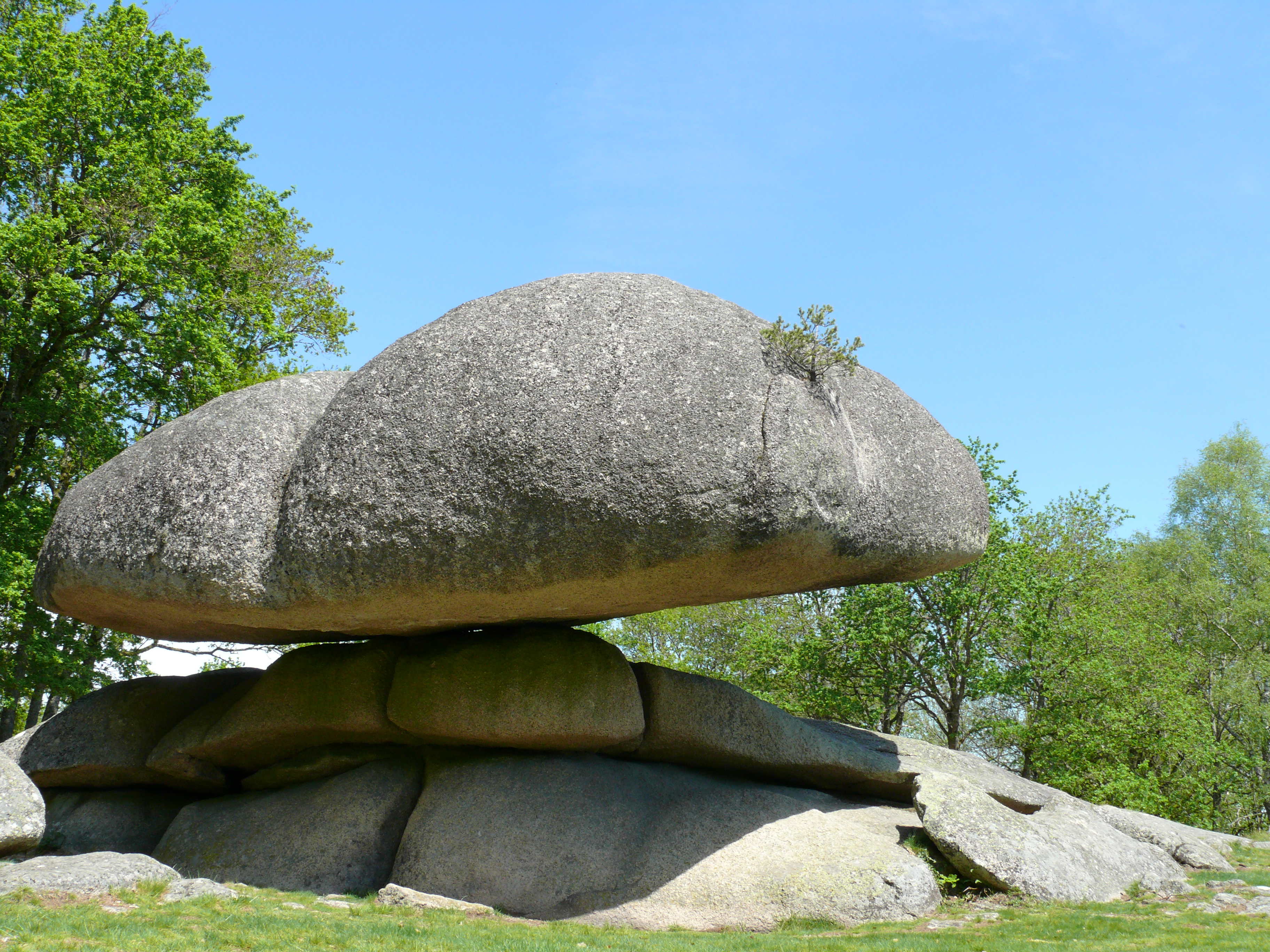
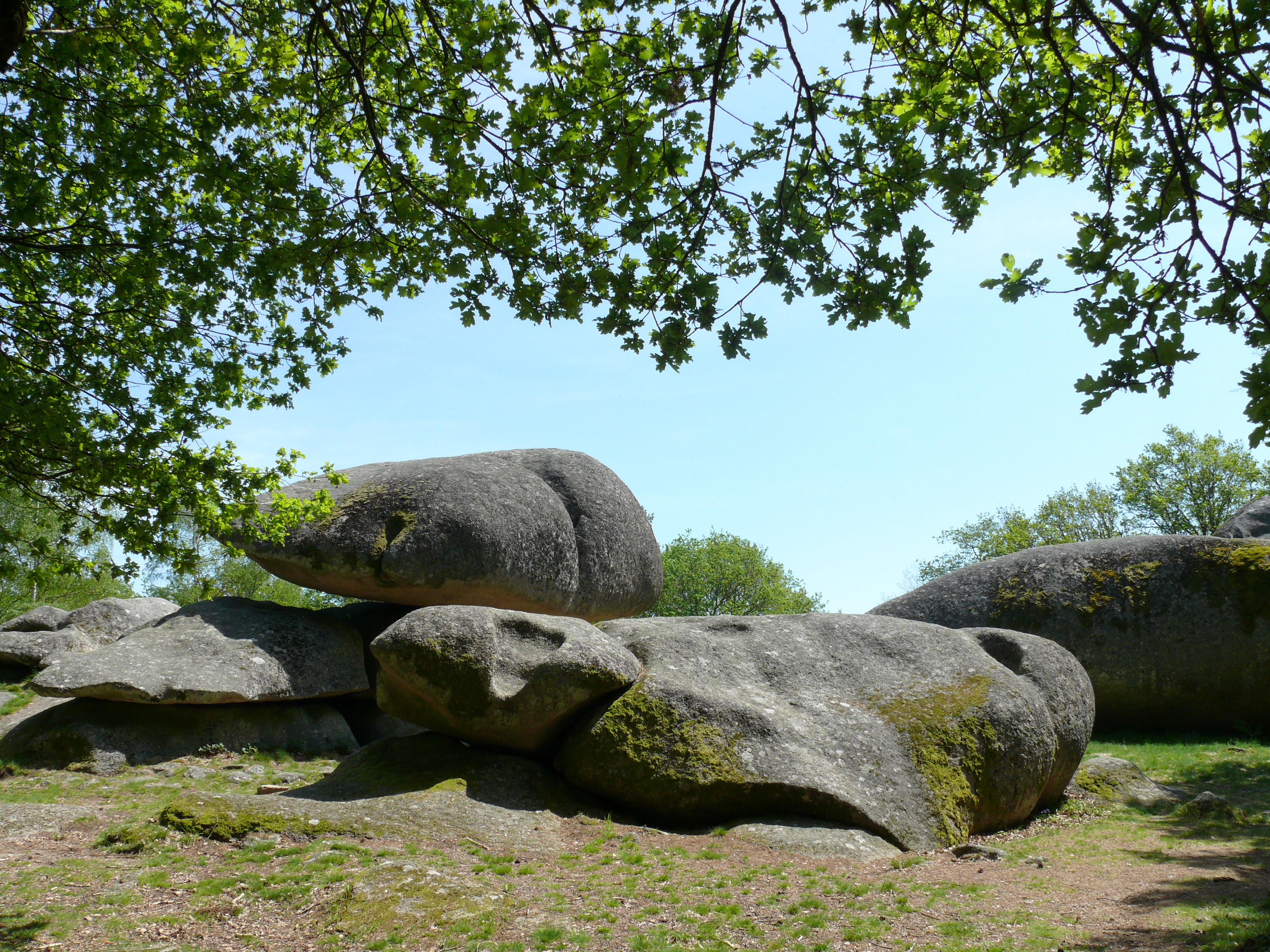
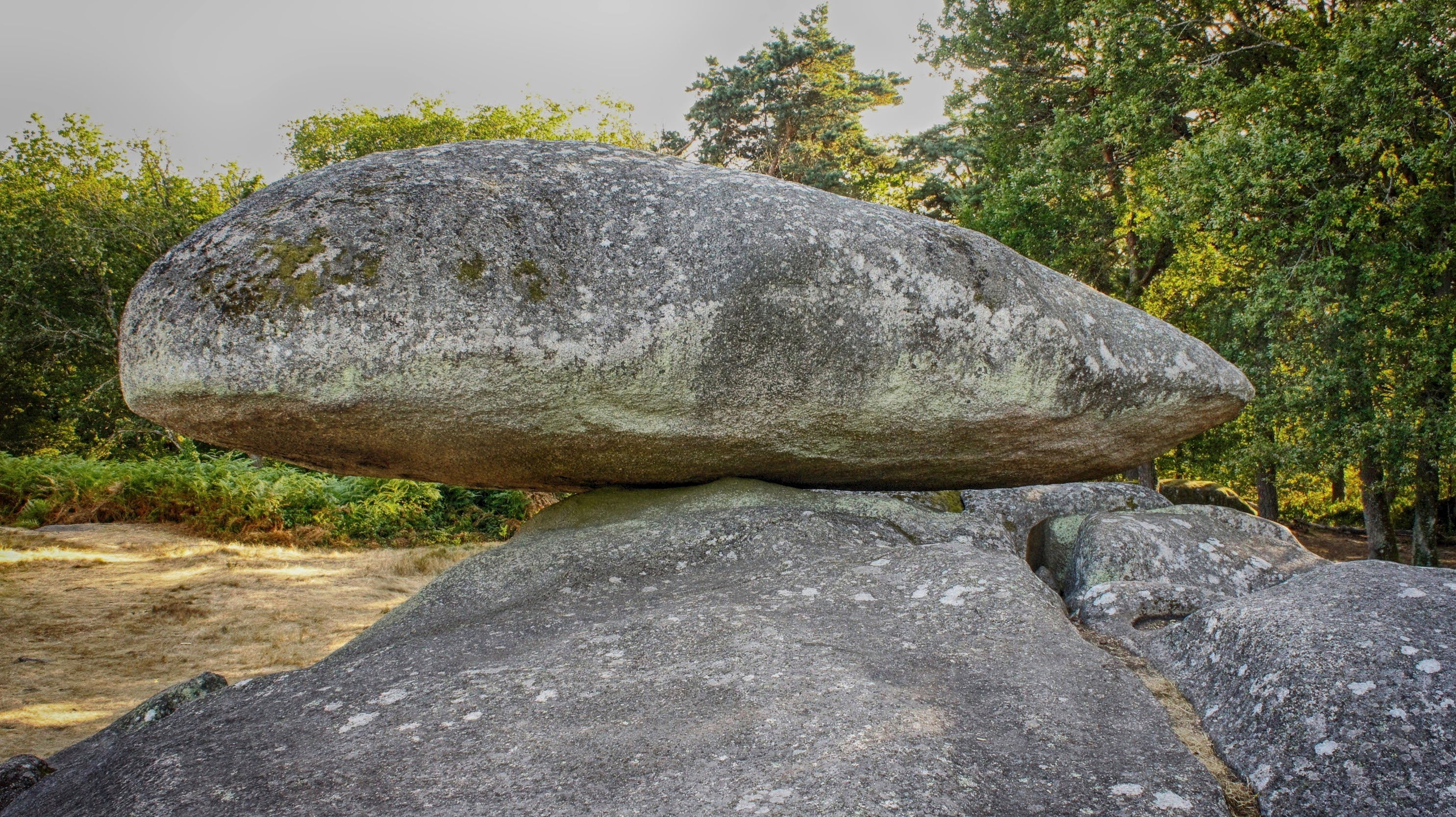
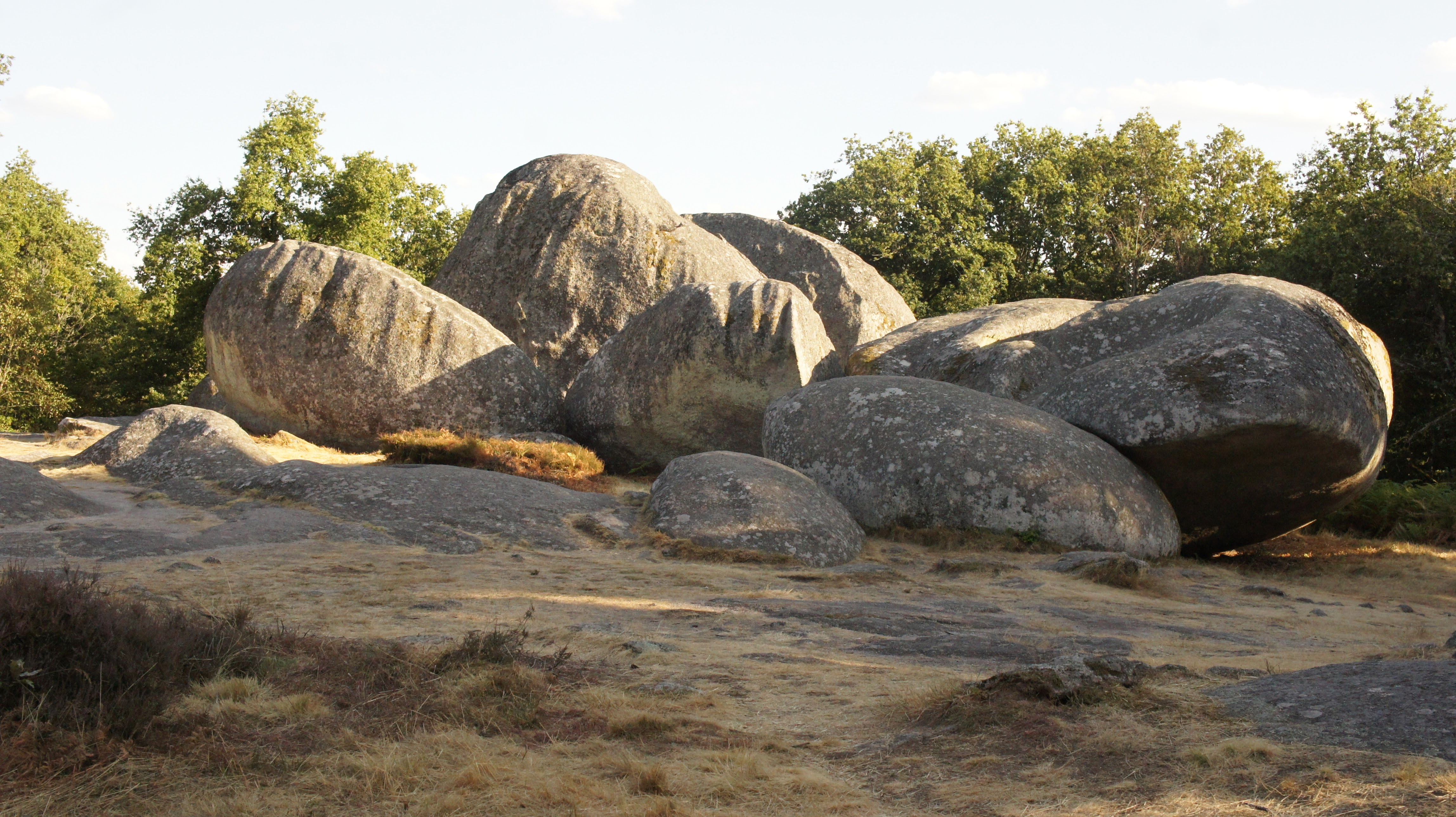
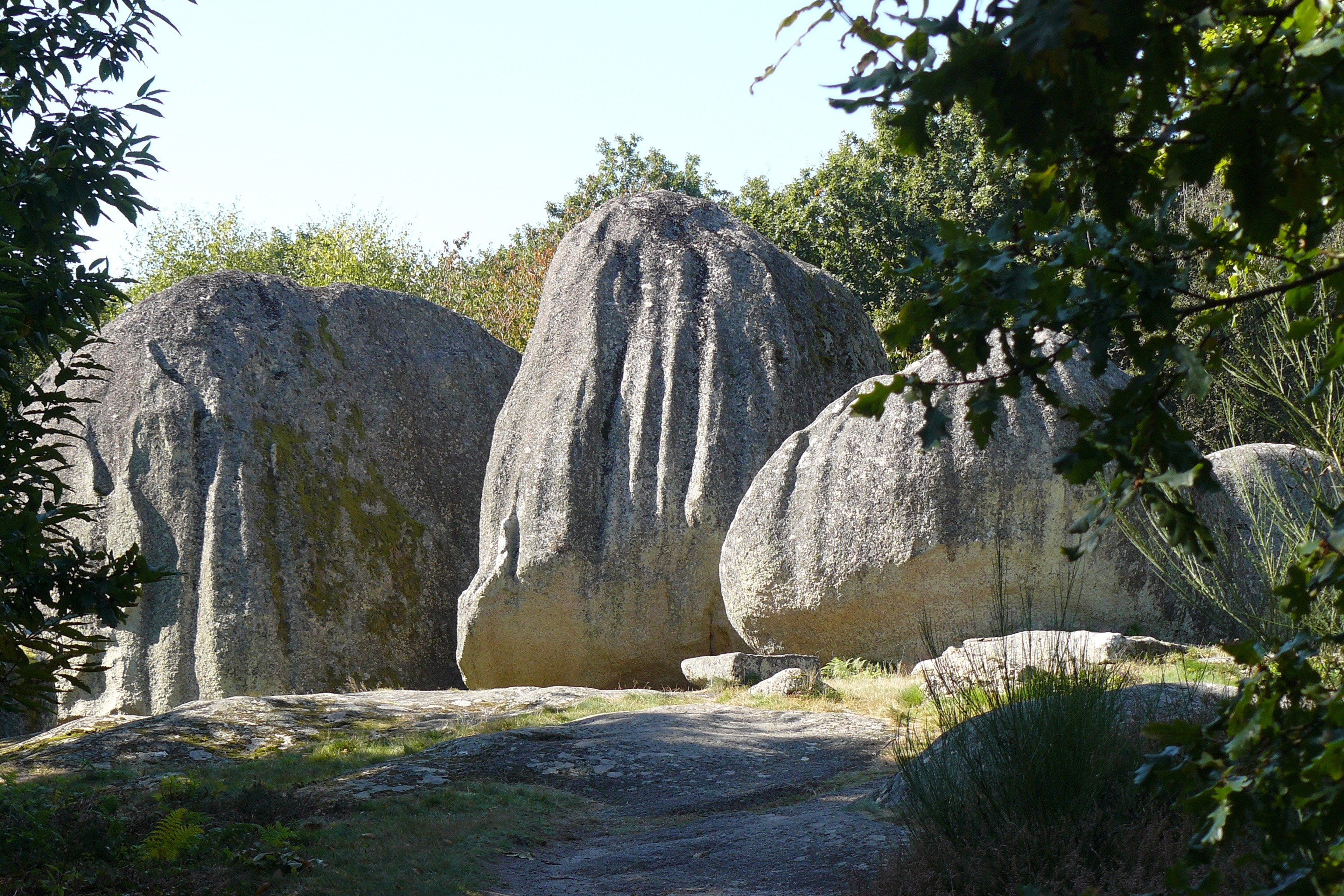
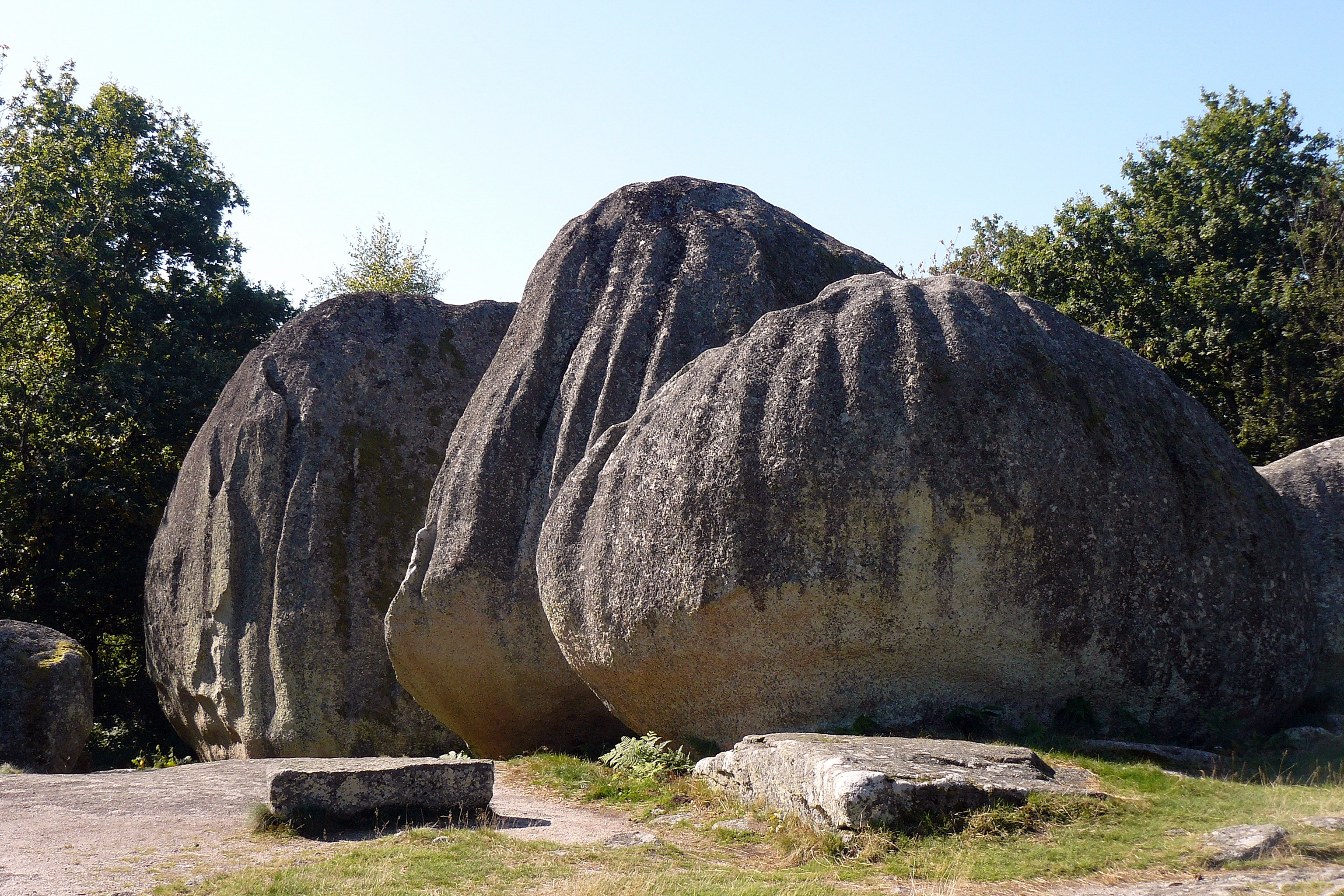
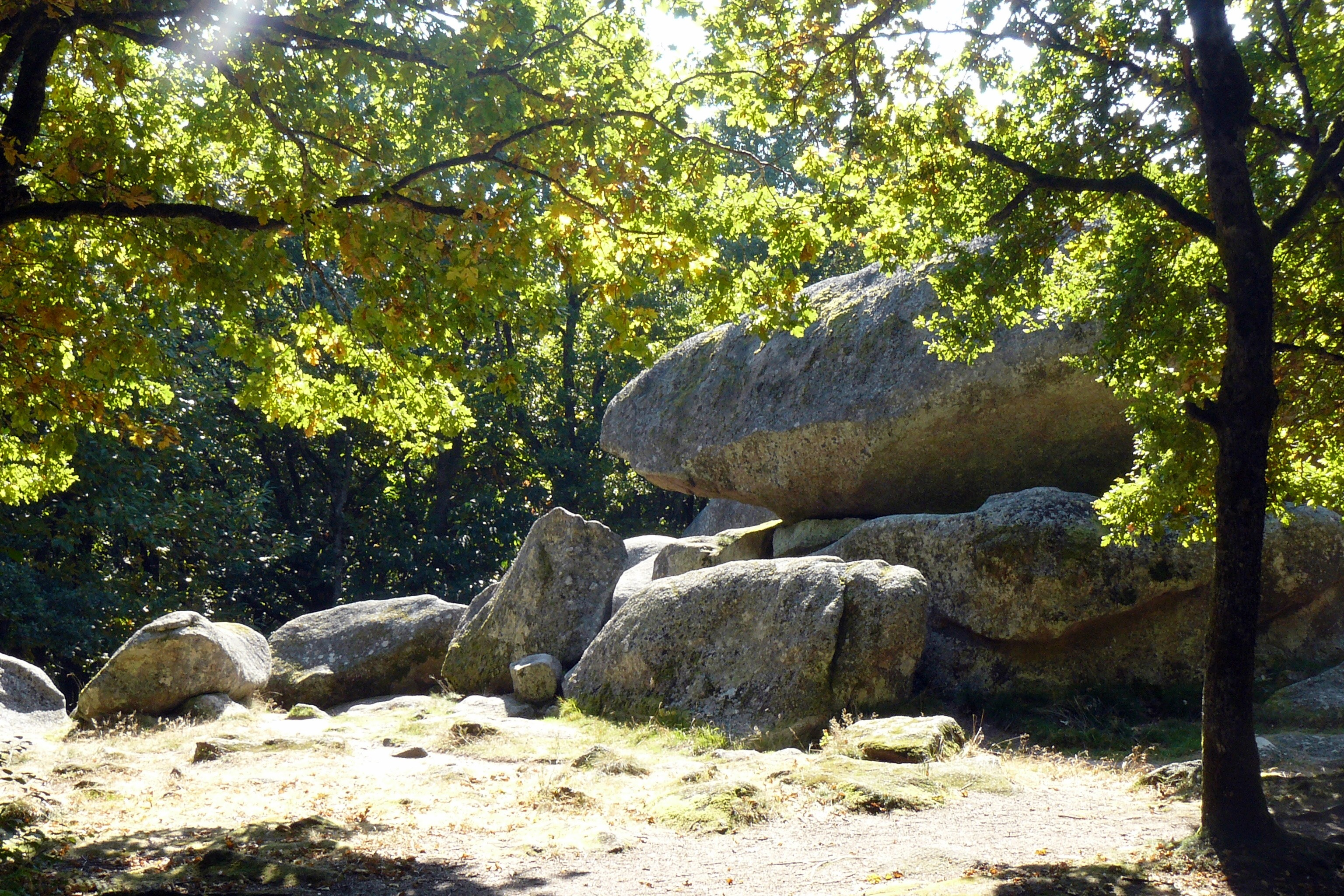
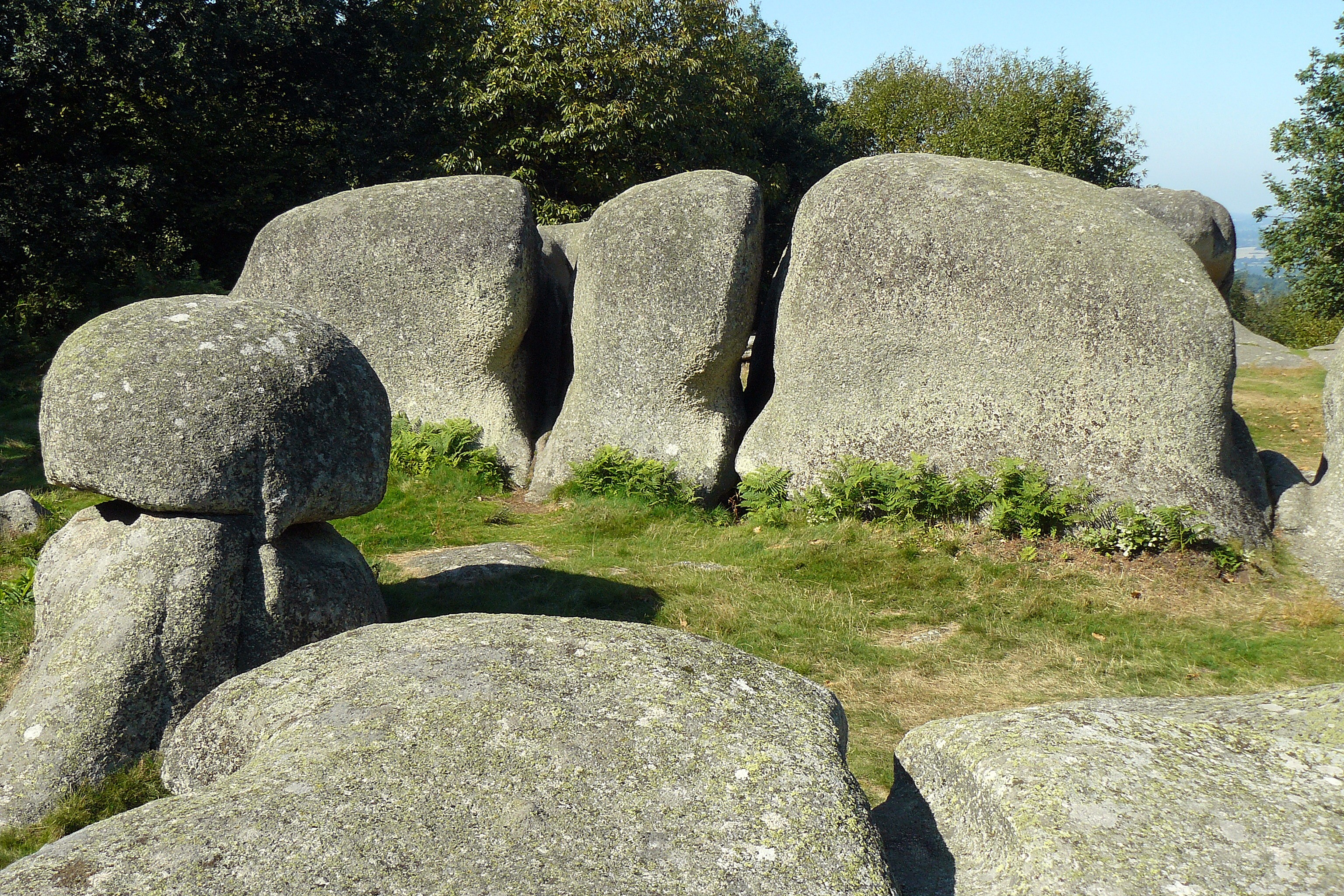
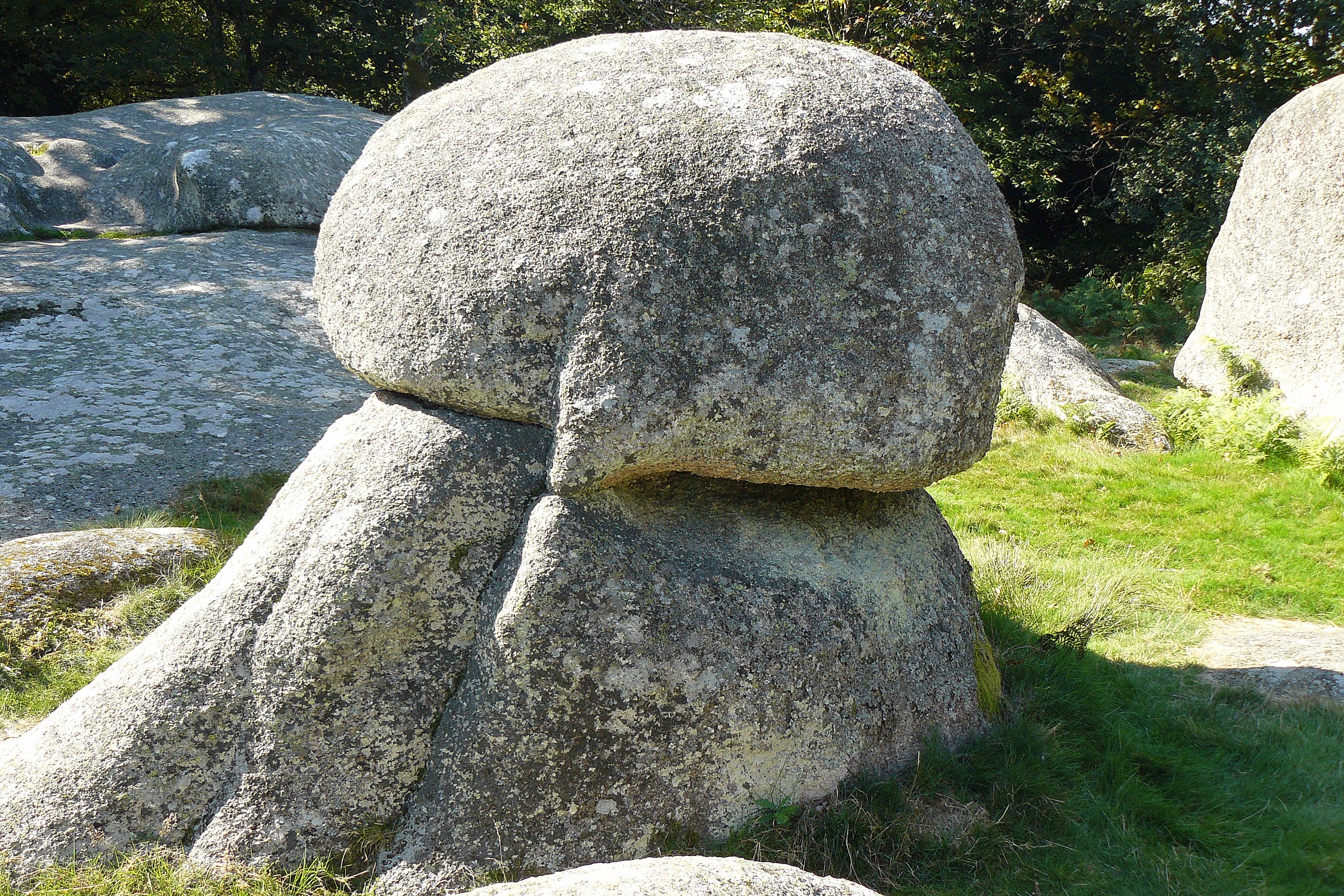
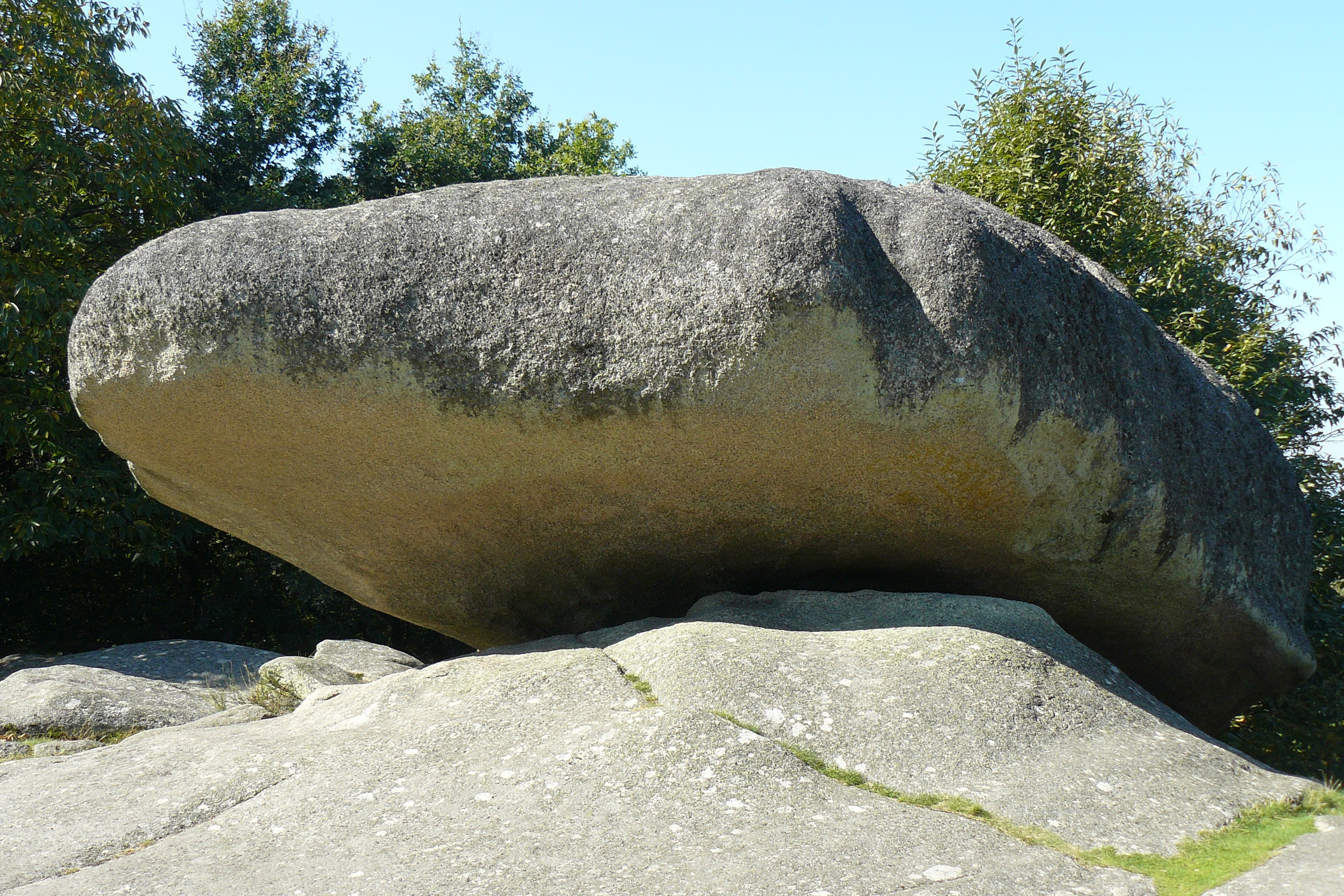
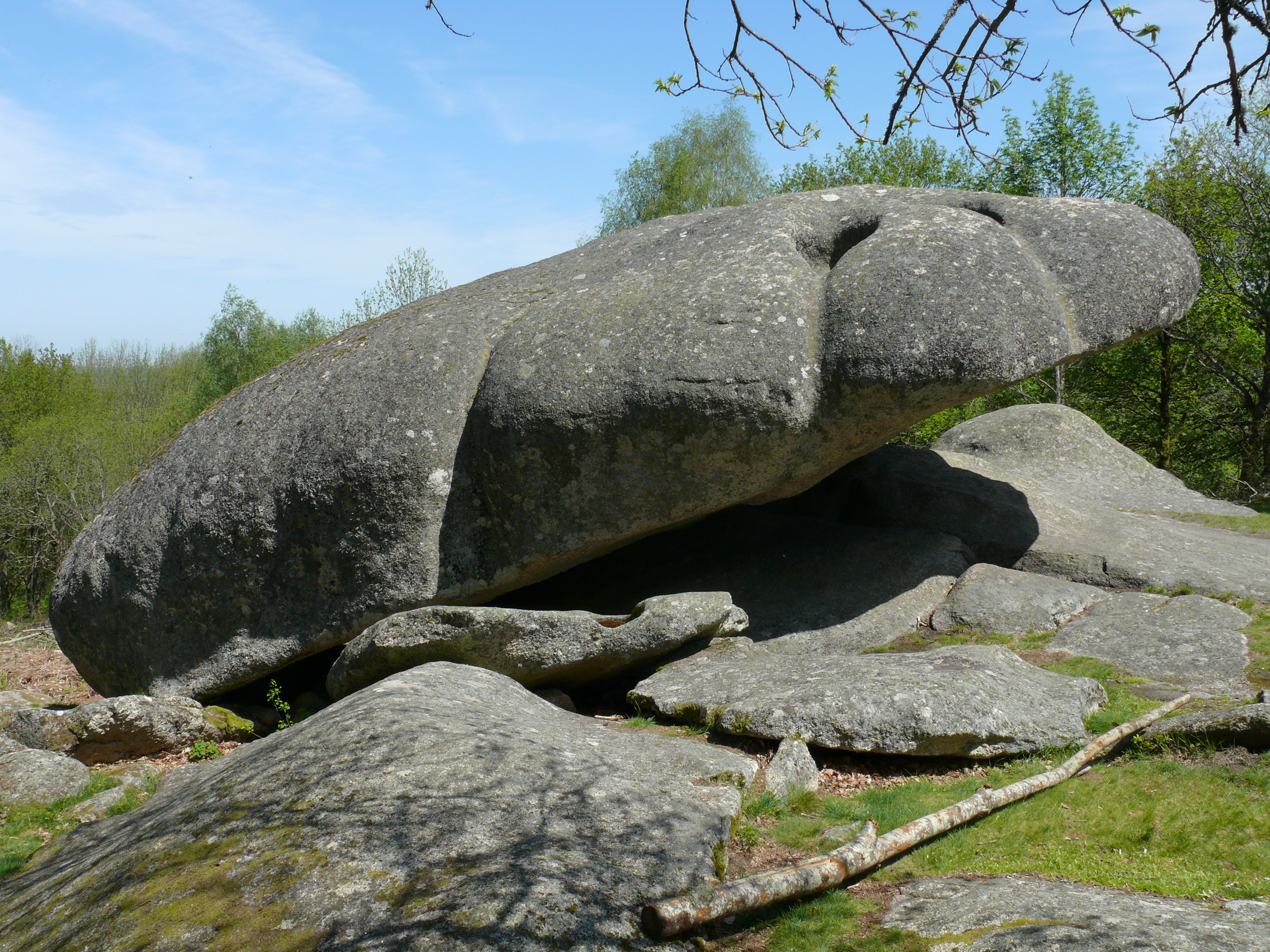
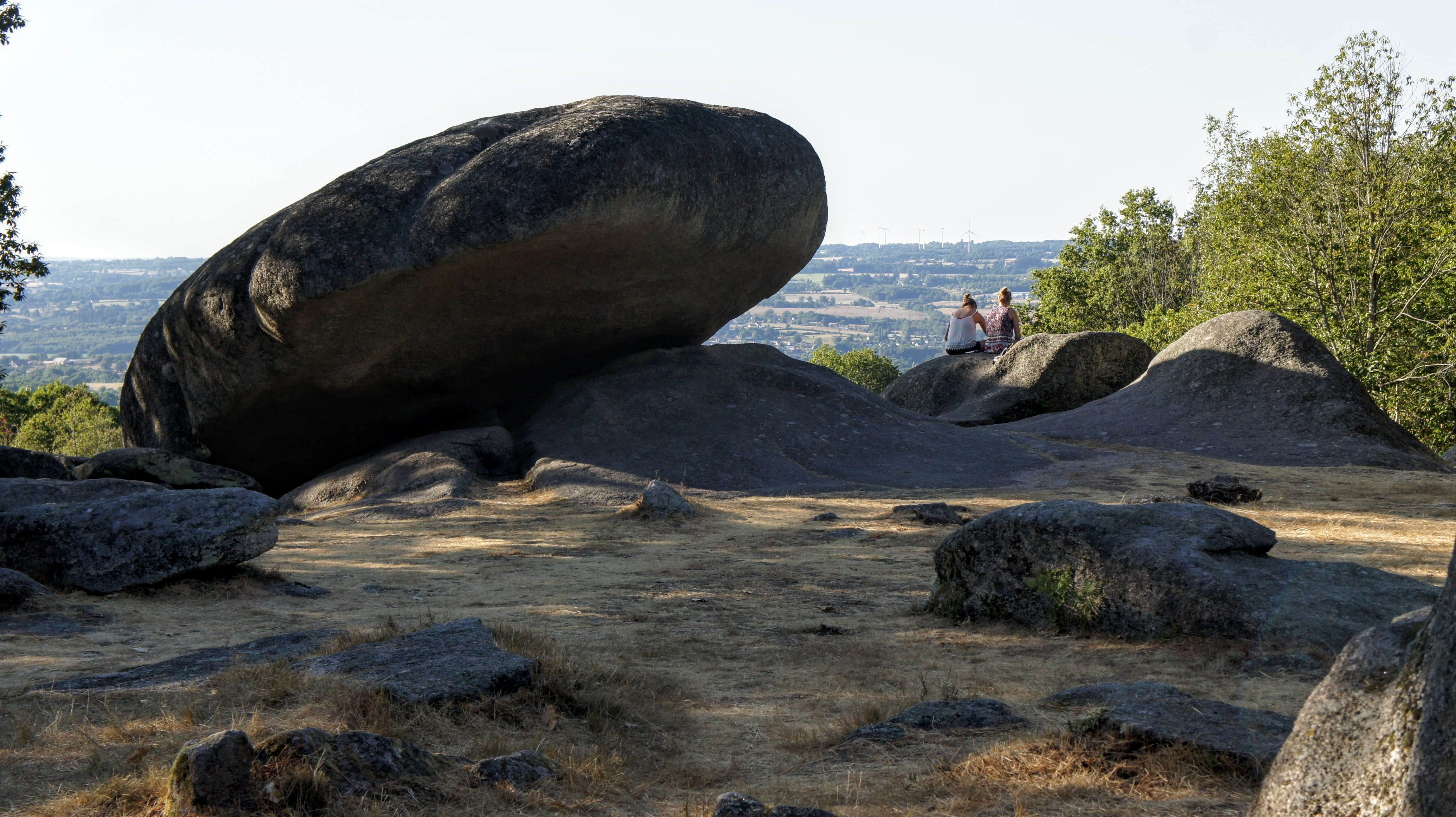
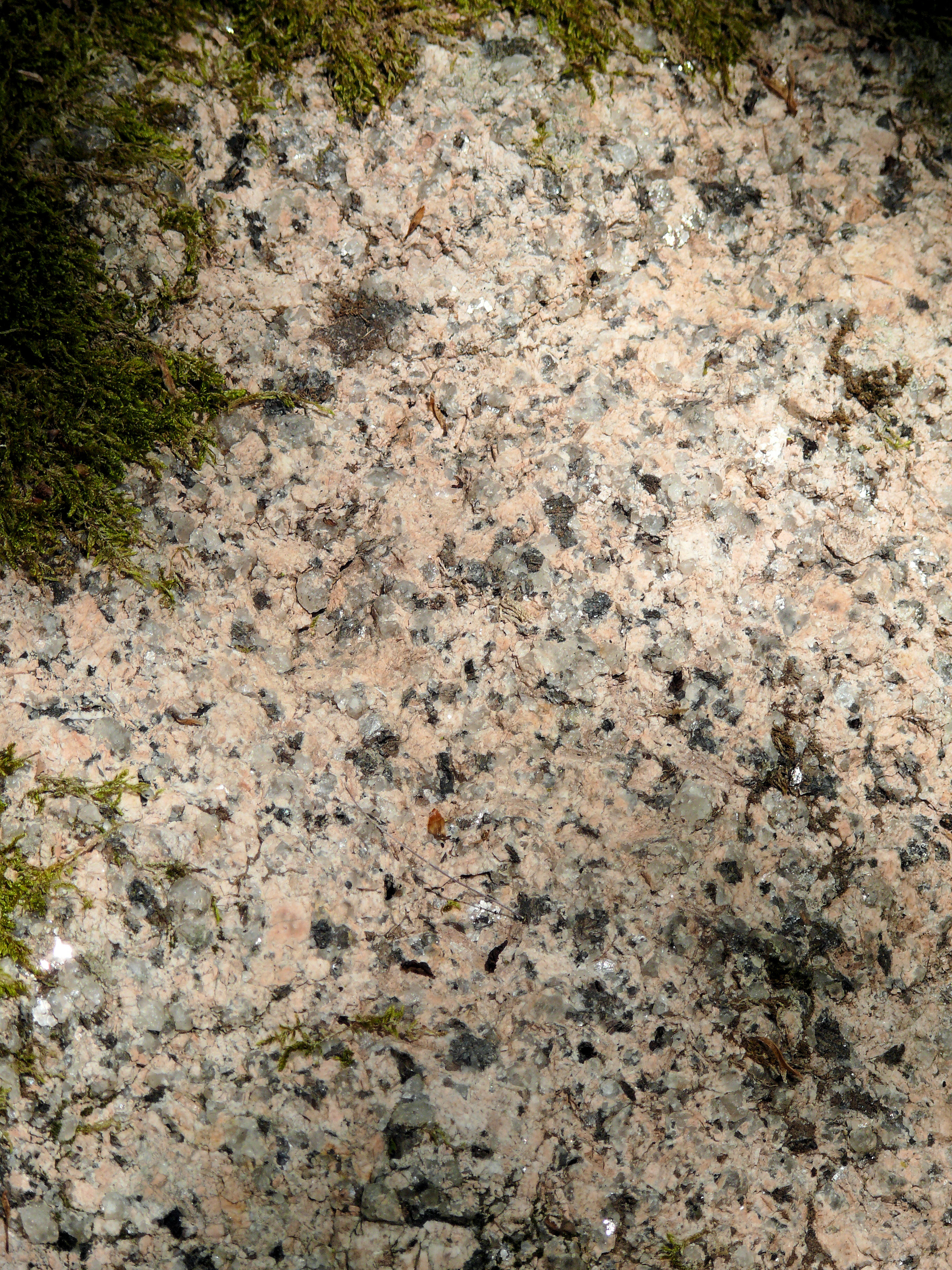
Structure d'une pierre